# Strażnica WOP Stanowisko
Strażnica Wojsk Ochrony Pogranicza Stanowisko – nieistniejący obecnie podstawowy pododdział graniczny Wojsk Ochrony Pogranicza pełniący służbę graniczną na granicy polsko-radzieckiej.

## Formowanie i zmiany organizacyjne
Strażnica została sformowana w 1945 w strukturze 26 komendy odcinka jako 125 strażnica WOP (Zelwa, Stanowisko) o stanie 56 żołnierzy. Kierownictwo strażnicy stanowili: komendant strażnicy, zastępca komendanta do spraw polityczno-wychowawczych i zastępca do spraw zwiadu. Strażnica składała się z dwóch drużyn strzeleckich, drużyny fizylierów, drużyny łączności i gospodarczej. Etat przewidywał także instruktora do tresury psów służbowych oraz instruktora sanitarnego.
W latach 1948–31 grudnia 1950, 122 strażnica OP Stanowisko była w strukturach 13 batalionu Ochrony Pogranicza.
W latach 1 stycznia 1951–15 listopada 1955, 123 strażnica WOP Stanowisko była w strukturach 222 batalionu WOP i w 1951 stacjonowała w Stanowisku. 
Od 15 marca 1954 wprowadzono nową numerację strażnic. Strażnica III kategorii otrzymała numer 119.
15 listopada 1955 zlikwidowano sztab 22 batalionu WOP w Sejnach. Strażnica podporządkowana została bezpośrednio pod sztab 22 Brygady WOP. W sztabie brygady wprowadzono stanowiska nieetatowych oficerów kierunkowych odpowiedzialnych za służbę graniczną strażnic. Na początku 1956 ponownie przejściowo sformowano batalion graniczny w Sejnach i podporządkowano mu strażnicę nr 119.
Opracowany w maju 1956 przez Dowództwo WOP kolejny plan reorganizacji formacji przewidywał rozformowanie kilku brygad, sztabów, batalionów i strażnic. Ta reforma miała przede wszystkim korzyści finansowe. W wyniku tej reformy, w lipcu 1956 rozformowany został 222 Batalion WOP, a także Strażnica WOP Stanowisko . Natomiast budynki zaadaptowano na leśniczówkę.

## Ochrona granicy
Faktyczną ochronę powierzonego odcinka granicy państwowej, strażnica rozpoczęła w czerwcu 1946.
Sąsiednie strażnice
- 124 strażnica WOP Hołny Wolmera ⇔ 126 strażnica WOP Lubinowo – 1946
- 118 strażnica WOP Hołny Wolmera ⇔ 120 strażnica WOP Lubinowo – 1954

## Komendanci strażnicy
- ppor. Dąbrowski[4] (był w 1945)[7]
- ppor. Zdzisław Krzysztyniak (był w 1951).